# جون باورز (مدرس)
جون باورز (بالإنجليزية: Jon Powers)‏ هو مدرس أمريكي، ولد في 3 يوليو 1978.